# Station Bolzano-Bozen
Station Bolzano-Bozen (de Italiaanse resp. Duitse naam) is een spoorwegstation in Bolzano (Bozen) (Zuid-Tirol, Italië) op de Brennerspoorlijn die Innsbruck met Verona verbindt. Het station werd geopend op 16 mei 1859.
Hier begint ook de in 1881 geopende Burggrafenspoorlijn van Bolzano naar station Merano-Meran en van daar als Vintzgouwspoorlijn in 1906 naar station Mals (Malles Venosta) in de Vintzgouw.
De stationsnaam wordt volgens de regels van Trenitalia in het Italiaans aangegeven, gevolgd door het Duits als lokale taal.

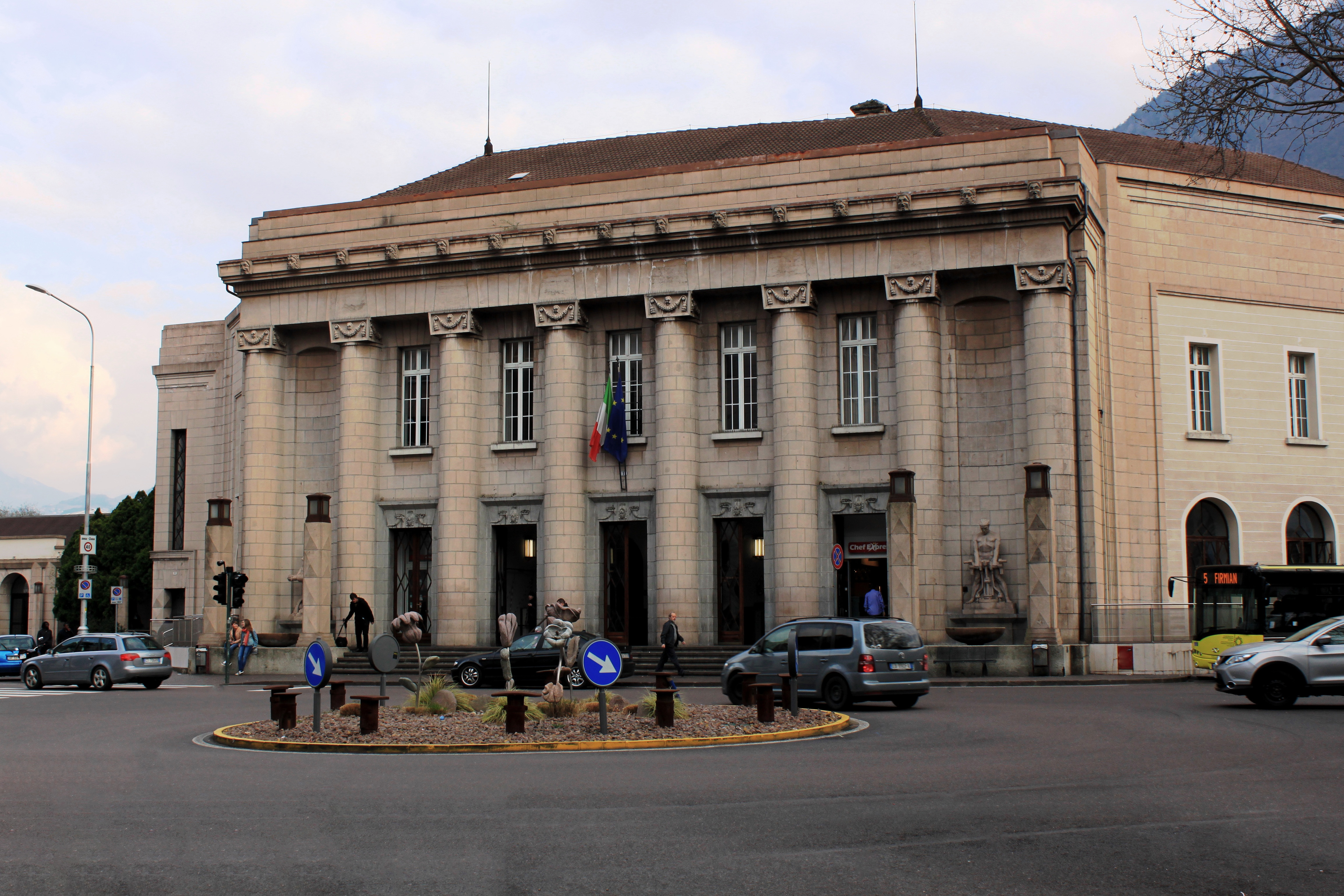
Hoofdingang station Bolzano-Bozen